# Чичкан Давид Ілліч
Давич Ілліч Чичкан (15 квітня 1986, м. Київ — 10 серпня 2025, Запорізька область) — український художник та анархіст.

## Життєпис
Народився 1986 року в Києві у родині художників Тетяни Ілляхової й Іллі Чичкана. Мешкав та працював у Києві.
Розпочав свою художню практику на початку 2000-х років. Увійшов до складу творчого угруповання «А. Е.». Брав участь в протестних рухах і анархістських ініціативах.
2018 року проілюстрував «Адміністративний кодекс України» видавництва «Основи».
Восени 2023 року став співавтором стінопису з Нестором Махном у Запоріжжі.
У вересні 2024 року добровільно долучився до лав Збройних сил України та служив у мінометному розрахунку. Помер 10 серпня 2025 року внаслідок отриманих напередодні поранень на Запорізькому напрямку. 18 серпня в Києві відбулися прощання на Майдані Незалежності та поховання на Байковому кладовищі.

## Творчість

«Mariya», акварель, 2016 р. Автор: Давид Чичкан

Прапор анархо-синдикалістів.

Не мав вищої мистецької освіти, однак послідовно розвивав свою художню практику в соціально-політичному напрямку. У своїй мистецькій практиці використовував плакат, графіку, живопис, вуличне мистецтво та перформанс. Найкращим інструментом донесення думки вважав текст, тому в його роботах текстова частина відігравала важливу роль. Бачив у мистецтві інструмент змін та підтримки робочих класів. Говорив, що створює мистецтво передусім для робітників, а себе називав «рисувальником». Через свої політичні роботи та погляди виставки Давида Чичкана постійно зазнавали атак, цензури й погромів.
|                | Я обираю анархо-синдикалізм, нехай мене запам'ятають як одного з тих, хто обрав анархо-синдикалізм. Ця ідентичність мені набагато важливіша ніж — художник чи рисувальник. |
| — Давид Чичкан | |

На думку критика Костянтина Дорошенка, «Давид Чичкан вважає себе анархо-синдикалістом. Його мистецьку практику порівнюють із плакатом, проте вона більше споріднена з українською іконою, що з XVI ст. поєднує композиційну схематичність і чіткий символізм із побутовістю та навіть іронією народної естетики… Подібна стилістика важлива для Давида як доступна для сприйняття глядача будь-якого рівня освіти. Художник є послідовним противником елітарності».

### Художні виставки
- 2016 — «Під час війни», Артсвіт, Дніпро.
- 2017 — П'ята Одеська бієнале, Музей сучасного мистецтва Одеси;
- 2017 — Київська бієнале «Київський Інтернаціонал», Центр візуальної культури, Київ;
- 2017 — «Втрачена можливість», Центр візуальної культури, Київ (була розгромлена[5]);
- 2018 — виставка «Перманентна революція», Музей Людвига, Будапешт, Угорщина;
- 2018 — фестиваль WarsawUnderConstruction, Музей сучасного мистецтва Варшави, Варшава, Польща;
- 2018 — Перша Варшавська бієнале. Варшава, Польща;
- 2019 — виставка «Між вогнем і вогнем. Українське мистецтво зараз», Відень, Австрія;
- 2020 — «Портрети, які говорять», BereznitskyArtFoundation, Київ;
- 2021 — «Гривні альтернативні», Артсвіт, Дніпро;
- 2022 — «Стрічки та трикутники», Львівський муніципальний мистецький центр, Львів (запланована робота 4—28 лютого[15], зазнала нападу[14]);
- 2022—2023 — «Зі стрічками та прапорами», Ужгород, Запоріжжя, Кривий Ріг[16].

Деякі з робіт на виставці «Ідентифікація. Інтерпретація. Репрезентація» в Запоріжжі (2023)
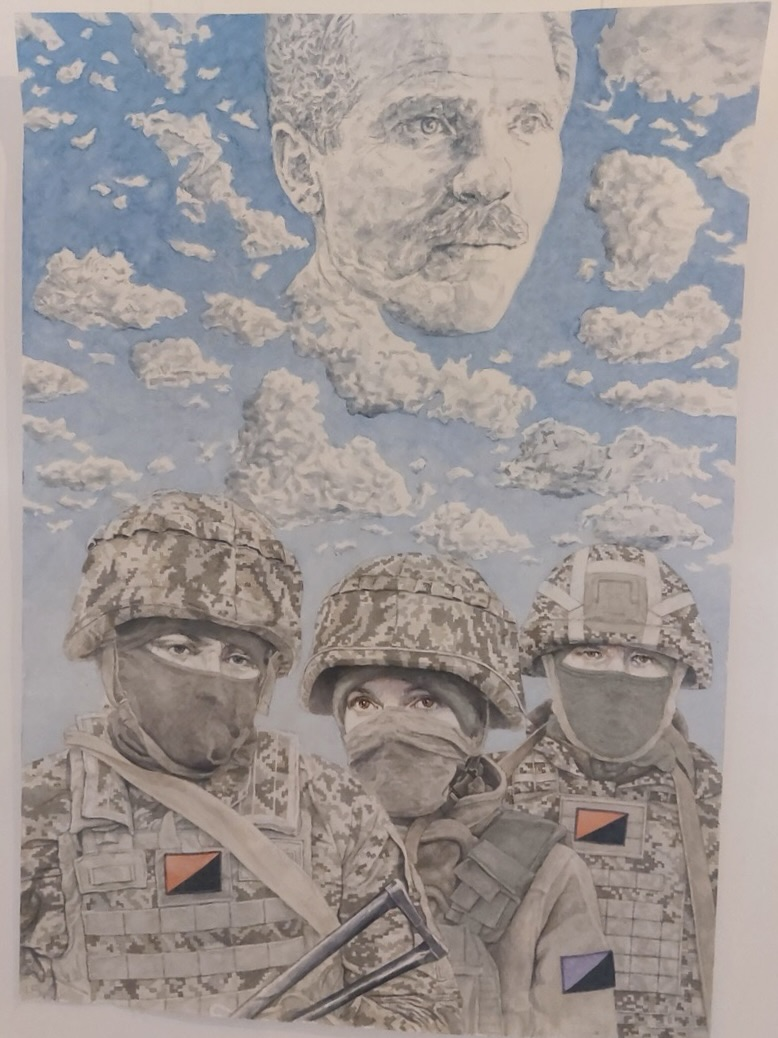
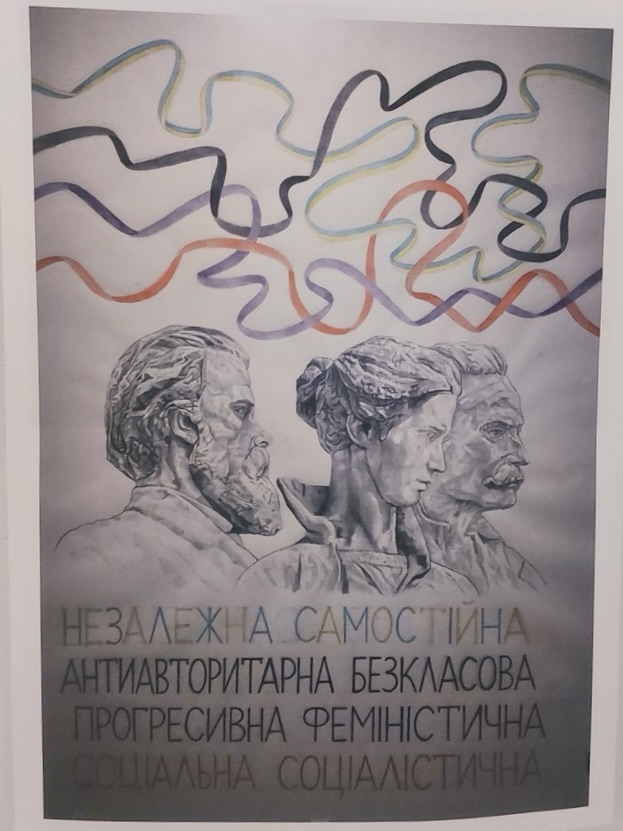
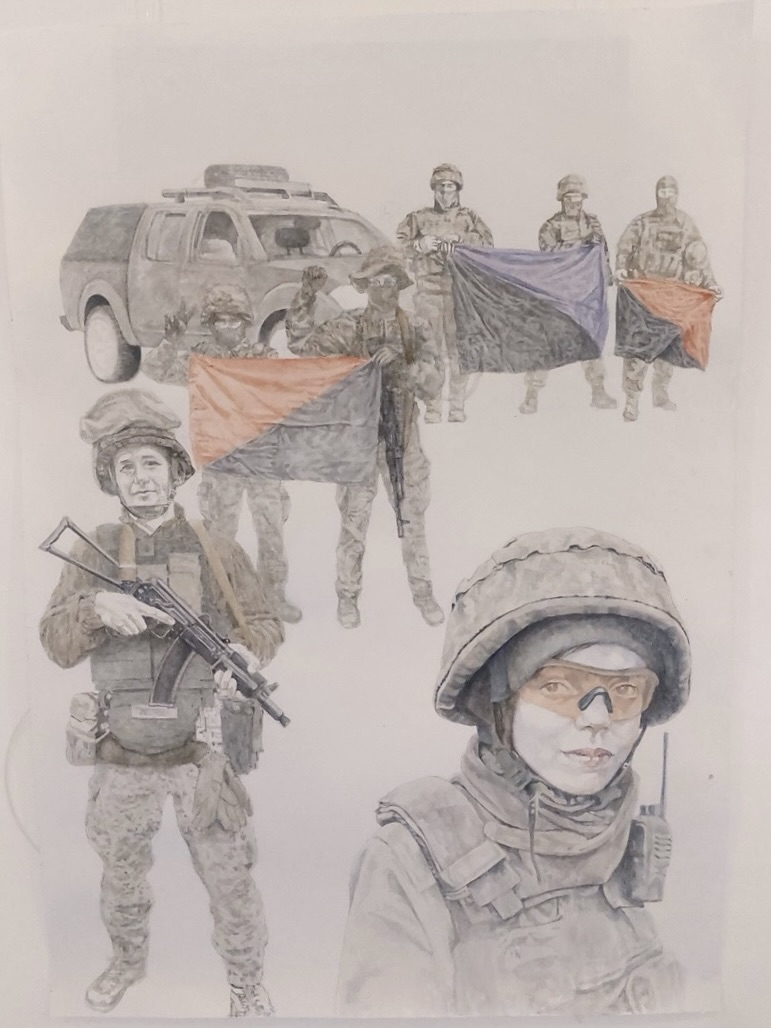
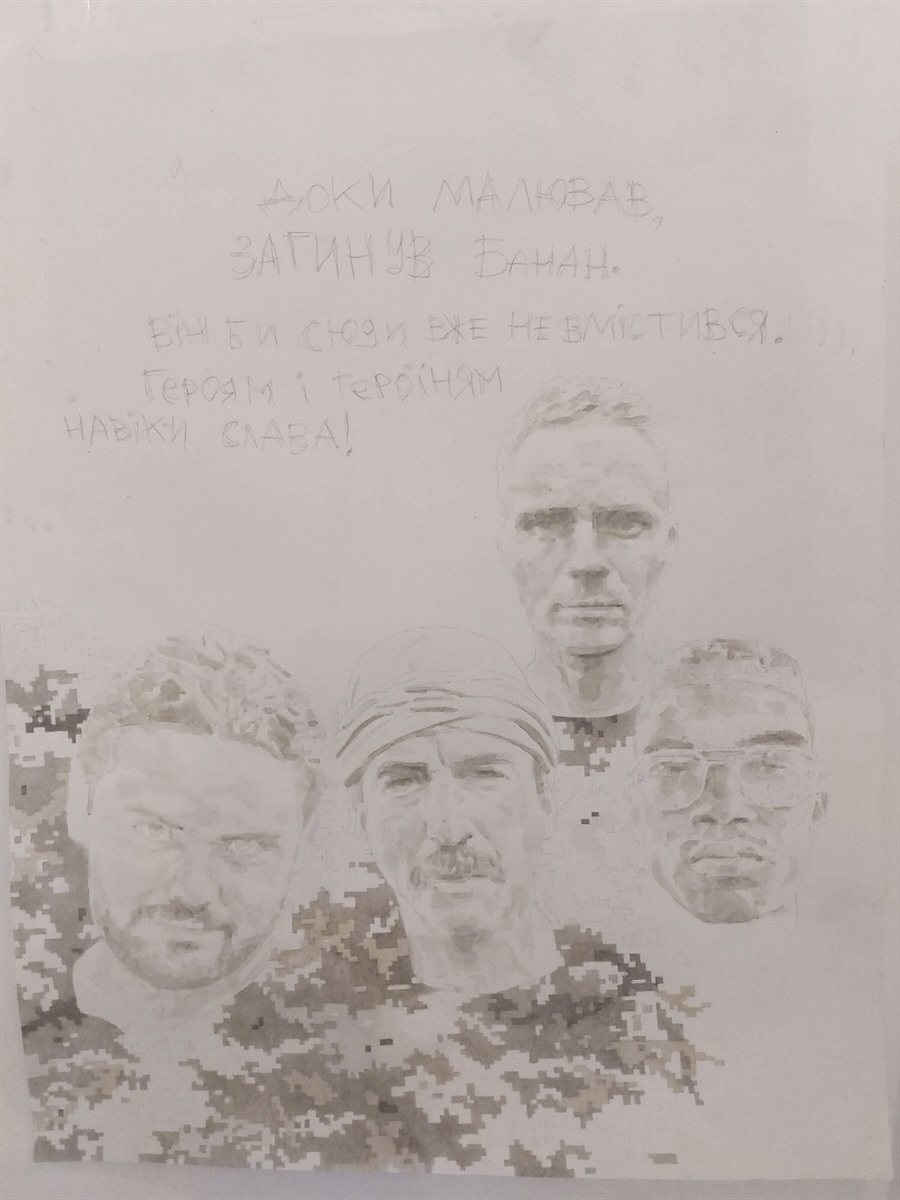
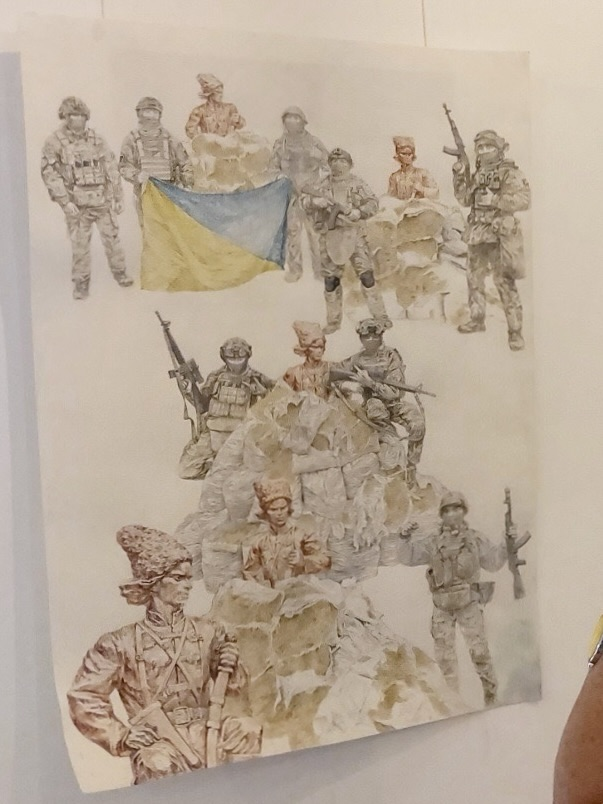
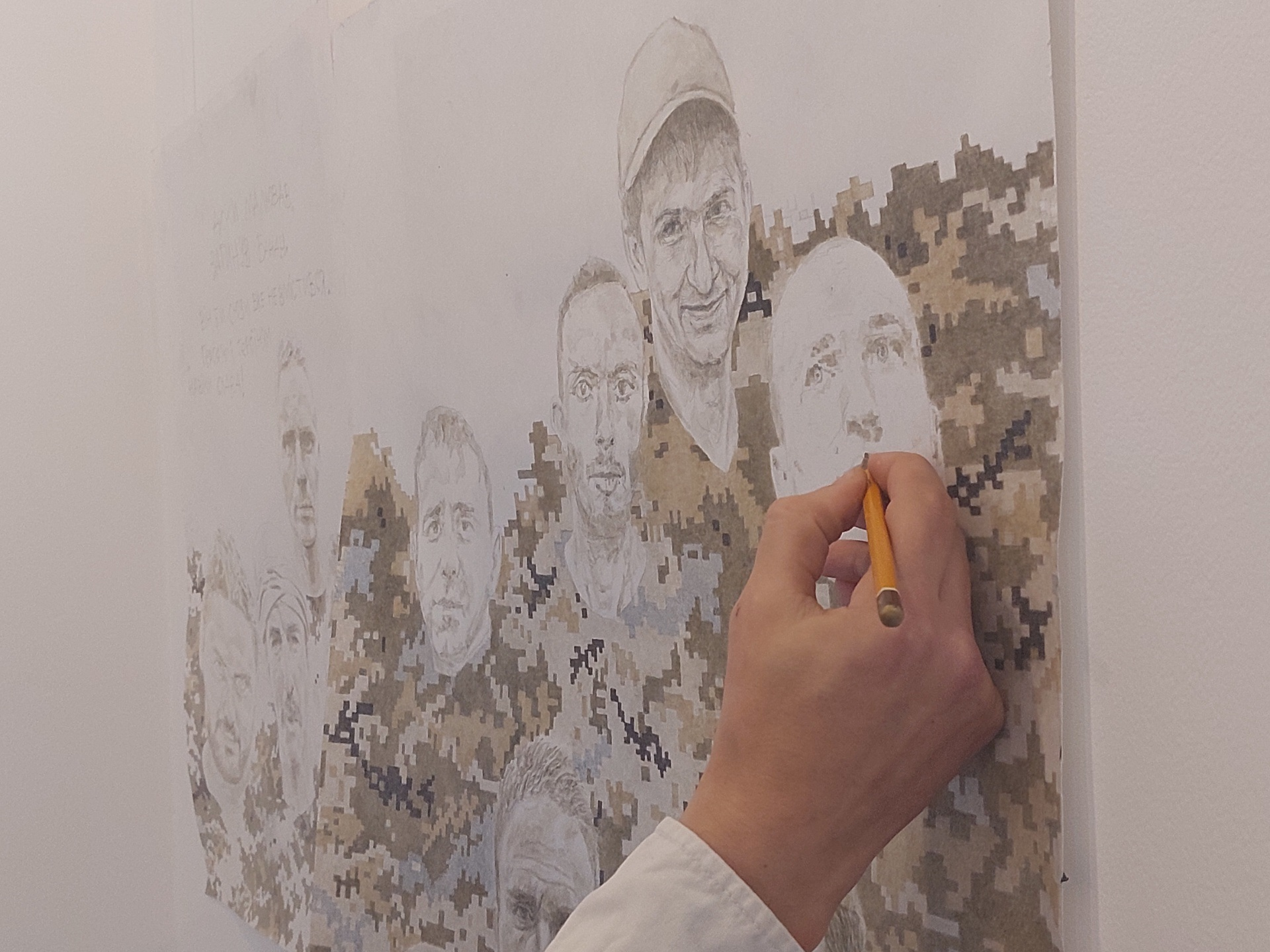
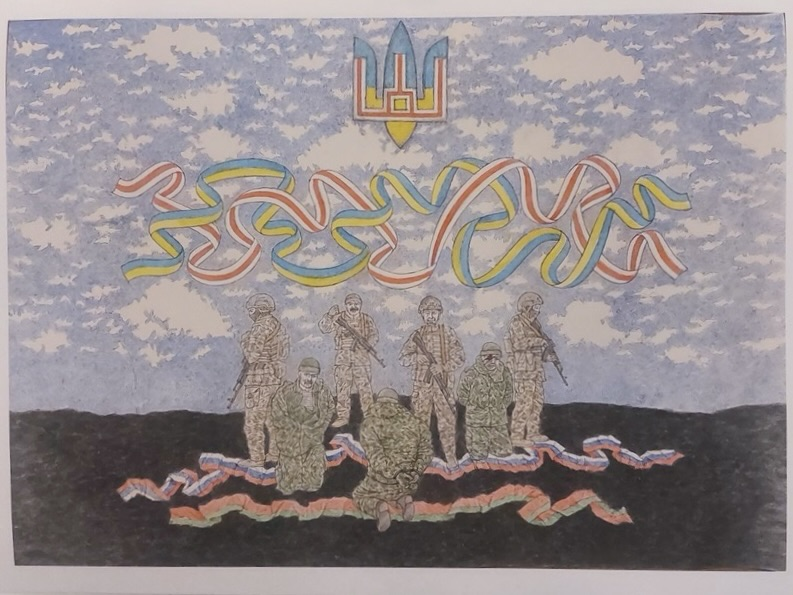

### Напади та скасування виставок
На виставки Давида Чичкана неодноразово нападали його політичні опоненти: так, у лютому 2017 року вони розгромили його виставку «Втрачена можливість» у Центрі візуальної культури, присвячену протестам на Майдані, учасником яких були Чичкан і його товариші. Тоді на захист художника виступила низка ветеранів АТО. Напередодні повномасштабного російського вторгнення у лютому 2022 року були спроби зірвати виставку «Стрічки та трикутники» у львівському мистецькому центрі.
У середині січня 2024 Одеський національний художній музей скасував заплановане на 21 січня відкриття виставки Чичкана «Зі стрічками і прапорами». В анонсі повідомлялося, що на ній мали бути представлені портрети військовиків, зображені у стилістиці політичного плаката кінця ХІХ — першої половини XX століть. Художник, за власними словами, таким чином «прагнув підкреслити відмінність армії вільних людей із різноманітними поглядами від знеособленої маси окупантів… Герої його робіт — представники анархістського та антиавторитарного соціалістичного рухів, які стоять на захисті України в лавах ЗСУ». Противники виставки закликали її скасувати через погляди Чичкана. Вони стверджували, що художник у своїх роботах прирівнював українських захисників до російських військових.

## Родина
- Прадід — Леонід Чичкан — радянський художник-соцреаліст, з 1971 року — професор Київського художнього інституту.
- Дід — Аркадій Чичкан — український художник-нонконформіст, учасник легендарної «Виставки 13-ти» (1979), що була виявом пасивного опору українського живопису проти соцреалізму.
- Батьки: Тетяна Ілляхова та Ілля Чичкан — художники. Ілля Чичкан представник Нової хвилі в українському мистецтві.
  - Сестра — Олександра Чичкан (нар. 1988) — українська художниця[22].